# Dahn
Dahn là một đô thị ở huyện Südwestpfalz, bang Rhineland-Palatinate, Đức. Đô thị này nằm ở rừng Palatinate, cự ly khoảng 15 km về phía đông nam Pirmasens, và 25 km về phía tây Landau. Đô thị này thuộc Verbandsgemeinde ("đô thị tập thể") Dahner Felsenland.

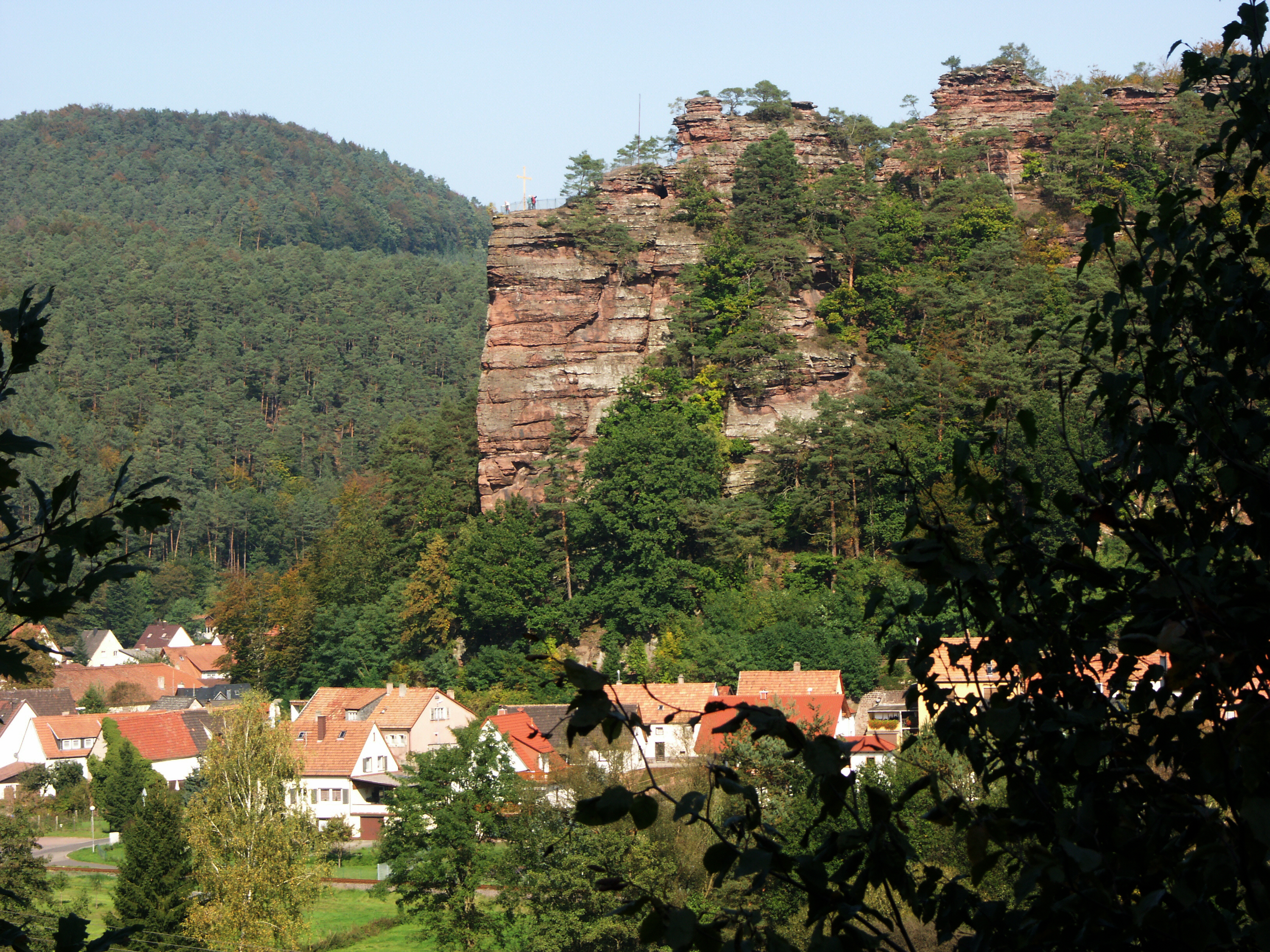
Đá Jungfernsprung

Dahn nằm ở khu vực có độ cao 210 m trên mực nước biển, trong thung lũng Dahner Felsenland, thuộc Wasgau.

## Cư dân nổi bật
- Stefan Baron (*1948)
- Alexander Fuhr (*1969), nhà chính trị
- Theodor Kissel (*1962), nhà sử học, tác gia
- Ingbert Naab (1885–1935)
- Theodor Schaller (1900-1993), nhà thần học